# فهد بن محمود آل سعيد
السيد فهد بن محمود بن محمد بن تركي بن سعيد آل سعيد ولد في عام 1944 هو نائب رئيس الوزراء لشؤون مجلس الوزراء بسلطنة عمان، يشغل السيد فهد بن محمود هذا المنصب منذ 23 يونيو 1970. من عائلة آل سعيد الحاكمة و يلتقي بالسلطان قابوس والسلطان هيثم بالجد تركي بن سعيد. السيد فهد متزوّج من سيدة فرنسية وهو خريج السوربون بتخصص القانون. له خبرة كبيرة في المجال السياسي وكان يمثل السلطان قابوس في الاجتماعات العربية والدولية في مناسبات كثيرة. ويعد متحدثا لبقًا وهادئاً.